# سيد البنائين
سيد البنائين أو معلم البناء (بالنرويجية: Bygmester Solness‏) مسرحية من تأليف الكاتب المسرحي النرويجي هنري إبسن.

## نظرة عامة
كتب إبسن المسرحية عقب عودته إلى النرويج من رحلته الطويلة في أوروبا، وهي أولى أعماله منذ عوته في يوليو 1891. نُشِرت المسرحية للمرة الأولى في ديسمبر من العام 1892 في كوبنهاجن، وأوَّل عرض لها كان في مسرح ليسنج وسط برلين في التاسع عشر من يناير العام 1893. تُعدُّ المسرحية من أفضل أعماله، وغالباً ما توضع ضمن الفترة الثالثة من التطور الفني لدى إبسن إلى جانب أعماله الأخيرة مثل «إيولف الصغير» و«جون جابريل بوركمان» و«عندما نستيقظ نحن الموتى» و«هيدَّا جابلر». بعد عرض المسرحية الآراء حولها كانت متضاربة، ولم تلق النجاح الذي حققته مسرحيته السابقة «هيدا جابلر»، ويُفسِّر البعض هذا بسبب غموض المسرحية. لجأ إبسن في هذه المسرحية إلى الرمزيَّة مرة أخرى، والمسرحية تحتوي على عناصر واقعيَّة ورمزيَّة مختلطة معاً، وتمثِّل هذه المسرحية ظاهرة غلبت على أعماله الأخيرة حيث ابتعد عن الواقعيَّة المألوفة في أعماله الأولى وتبنَّى أسلوباً أكثر رمزيَّة، وتبدأ المسرحية بعرضٍ واقعي للشخصيات، ولكنَّها لا تلبث أن تنتقل إلى العقل الداخلي للشخصيات الرئيسية. ضمَّن إبسن المسرحيةَ عناصر من سيرته الذاتية، حيث اقتبس شخصية «هيلدا» من فتاة في الثامنة عشر من فيينا تعرَّف عليها إبسن أثناء إقامته في منتجع جبلي ودخل في علاقة قصيرة معها.

## الشخصيات
- هالفارد سولنس، باني رئيسي
- ألين سولنس، زوجته
- دكتور هيردال، طبيب
- كنوت بروفيك، مهندس سابق، يعمل الآن في سولنس
- راجنار بروفيك، ابن كنوت بروفيك، رسام
- كايا فوسلي، أمينة حسابات
- هيلدا وإنجيل، شخصية تم تقديمها سابقًا، في فيلم «سيدة البحر من إبسن»

## وصلات خارجية
- معلم البناء (The Master Builder)، على قاعدة بيانات برودواي.(بالإنجليزية)
- معلم البناء (The Master Builder)، على مشروع جوتنبرج.(بالإنجليزية)
- معلم البناء (Konstruestro Solness)، على مشروع جوتنبرج.
- معلم البناء (The Master Builder)، على ليبري فوكس.(بالإنجليزية)